# Iswor (Burgas)
Iswor (auch Izvor geschrieben, bulgarisch Извор, wörtlich übersetzt Wasserquelle) ist ein Dorf in der Gemeinde und gleichnamigen Provinz/Oblast Burgas im Südosten Bulgariens. Iswor liegt in den nördlichen Ausläufern des Strandscha-Gebirges rund 12 km südlich vom Gemeindezentrum Burgas und ca. 7 km südlich von Marinka, über welches auch die einzige Straße zum Dorf führt.
In der Nähe von Iswor entspringen fünf kleine Quellen, die zum Fluss Isworska zusammenfließen. Durch das Dorf verläuft die Europastraße 87 von Burgas nach Malko Tarnowo und weiter in die Türkei. Der Verkehrsbetrieb der Stadt Burgas, Burgasbus unterhält regelmäßige Verbindungen nach Iswor.
Das jährliche Dorffest wird am 24. Mai gefeiert.

## Persönlichkeiten
- Geogi Nikolow, Ringer
- Stefan Iwanow, Ringer
- Geogi Sajtschew, Ringer
- Iwana Dimitrowa, Ringerin, 6-fache Landesmeisterin